# Chinese Society for Electrical Engineering
A Chinese Society for Electrical Engineering   (CSEE; chinês: 中国电机工程学会 em português:  Sociedade Chinesa de Engenharia Elétrica) é uma organização social nacional, acadêmica e sem fins lucrativos formada voluntariamente por trabalhadores científicos, técnicos e engenheiros elétricos na China. Foi fundada em 1934 em Pequim e em Xangai, como Sociedade Chinesa de Engenheiros Elétricos.